# تفضيل على أساس القرابة
يعد التفضيل على أساس القرابة أو القبول على أساس القرابة أحد أنواع التفضيل التي تمنحها المؤسسات التعليمية لبعض المتقدمين إليها على أساس القرابة العائلية لخريجي المؤسسة، (ويشار إلى الطلاب المقبولين لهذا السبب باسم طلاب القرابة). ويتصل هذا التفضيل بشكل خاص بالقبول في الجامعات والكليات ويشيع على الوجه الأكثر في القبول في الجامعات والكليات الأمريكية ويذكر أنه ظهر عقب الحرب العالمية الأولى وجاء أساسًا كرد فعل لتدفق المهاجرين الناتج عن الحرب. ويقدر أن هذا العامل مسؤول عن قبول 10% إلى 30% من الطلاب الجدد في الصف الأول في مؤسسات رابطة اللبلاب.
ذكر الرئيس السابق لجامعة هارفارد لورانس سمرز «إن القبول على أساس القرابة يتكامل مع نوعية المجتمع في أية مؤسسة تعليمية خاصة.» وفي كتاب شكل النهر: العواقب طويلة المدى لمراعاة السباق في القبول بالكليات والجامعات (Shape of the River: Long-Term Consequences of Considering Race in College and University Admissions) الذي صدر عام 1998، وجد مؤلفاه ويليام جي بوين الرئيس السابق لجامعة برينستون وديريك بوك الرئيس السابق لجامعة هارفارد أن «إجمالي معدل قبول الطلاب على أساس القرابة بلغ تقريبًا ضعف معدلات القبول للمتقدمين الآخرين.» وفي الوقت الذي يعد فيه التفضيل أمرًا شائعًا للغاية في جامعات الصفوة وكليات الفنون المتحررة، إلا أنه محل خلاف كبير حيث يرفض 75% من الأمريكيين التمييز.

## التفضيل على أساس القرابة مقارنة بالبرامج الأخرى
يؤثر التفضيل على أساس القرابة على القبول لدى بعض المدارس مقارنة بعوامل أخرى كأن يكون الطالب رياضيًا تم استجلابه أو مستحقًا للتمييز الإيجابي؛ حيث أظهرت دراسة شملت ثلاث جامعات بحثية خاصة تنتقي طلابها في الولايات المتحدة التأثيرات التالية (عقبات ومزايا القبول من حيث نقاط اختبار سات على أساس النظام القديم البالغ 1600 نقطة):
- السود: +230
- الأصول الإسبانية: +185
- الآسيويون: – 50
- الرياضيون الذين تم استجلابهم: +200
- القرابات (أبناء الخريجين): +160[6]

## النقد
يرى النقاد أن التفضيل على أساس القرابة يعد أسلوبًا لبيع الالتحاق بالجامعات بشكل غير مباشر نظرًا لاعتماد الجامعات الخاصة في الولايات المتحدة بشكل كبير على تبرعات الخريجين، كما يتهم المعارضون هذه البرامج بتخليد حكم الأقلية والبلوتوقراطية حيث تخفض قيمة الجدارة الأكاديمية في عملية القبول مقابل الجدارة المالية، هذا ومن ضمن النقد الموجه أيضًا أن الأثرياء قد حصلوا بهذه الطريقة على ميزة تعجيزية، الأمر الذي يعرقل الحركة الاقتصادية داخل المجتمع مما يخلق النظام الطبقي.
بالحديث عن الناحية الاقتصادية، تقول الكثير من المدارس أن زيادة التبرعات هو السبب الرئيسي وراء التفضيل على أساس القرابة، إلا أن القرار بتفضيل القرابات لم يظهر ارتفاعًا في التبرعات وذلك على المستوى الإجمالي للمدارس.، ففي حين احتمالية زيادة تبرعات الخريج في حال اعتزام التقديم للابن للالتحاق بالمدرسة، إلا أنها تنخفض إذا تم رفضه.
يوضح بعض المؤيدين لفكرة القضاء على جميع أشكال التفضيل القائم على أسباب غير أكاديمية أن الكثير من الجامعات الأوروبية بما فيها مؤسسات تتسم بدرجة انتقاء عالية مثل أوكسفورد وكامبريدج لا تستخدم تفضيلات القرابة أو الرياضة عند قرار قبول الالتحاق بها.، ومع ذلك، كثيرًا ما تواجه أوكسفورد وكامبريدج نقدًا لمنح الأفضلية للمتقدمين من البيض خلال عملية القبول.
هذا ويعد التفضل على أساس القرابة في المدارس الحكومية محل جدال قانوني حيث إنه يخالف مادة المحسوبية من الدستور من خلال منح امتياز بالوراثة.